# Cannonball (filme)
Cannonball, também conhecido como Carquake, é um filme norte-americano dirigido por Paul Bartel e lançado em 1976.